# اس‌ام یوسی-۱۹
اس‌ام یوسی-۱۹ (به انگلیسی: SM UC-19) یک زیردریایی بود که طول آن ۱۶۱ فوت ۱۱ اینچ (۴۹٫۳۵ متر) بود. این زیردریایی در سال ۱۹۱۶ ساخته شد.